# Auguste Dornès
Pour les articles homonymes, voir Dornès.
Auguste Dornès est un homme politique français né le 28 avril 1799 à Lyon (Rhône) et décédé le 20 juillet 1848 à Paris.

## Biographie
Fils du général Joseph Dornes, il est journaliste au National. Il est élu député de la Moselle en avril 1848 et siège à gauche. Il est grièvement blessé lors des journées de juin 1848 et meurt de ses blessures quelques semaines plus tard.

## Sources
- « Auguste Dornès », dans Adolphe Robert et Gaston Cougny, Dictionnaire des parlementaires français, Edgar Bourloton, 1889-1891 [détail de l’édition]
- Jean El Gammal, François Roth et Jean-Claude Delbreil, Dictionnaire des Parlementaires lorrains de la Troisième République, Serpenoise, 2006 (ISBN 2-87692-620-2 et 978-2-87692-620-2, OCLC 85885906, lire en ligne), p. 284